# Luigi Borghetti

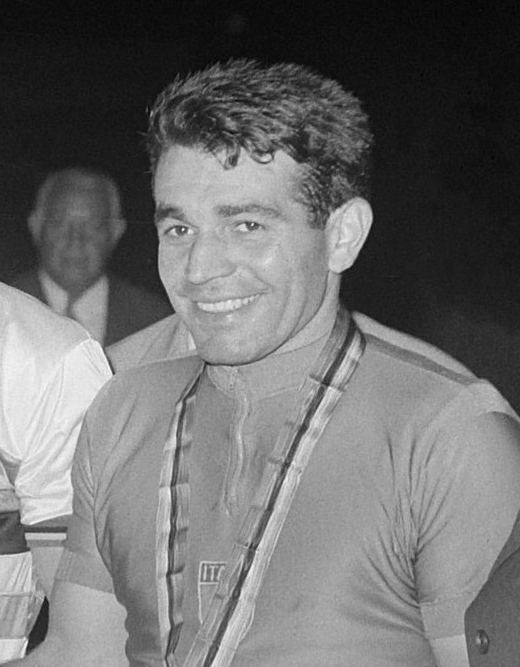
Luigi Borghetti (1967)

Luigi Borghetti (* 31. Januar 1943 in Rho) ist ein ehemaliger italienischer Bahnradsportler und Weltmeister im Radsport.
Im Frühjahr 1967 gewann er die Coppa San Geo, eines der wichtigsten Amateurrennen in Italien. 1967 wurde Luigi Borghetti Dritter bei den UCI-Bahn-Weltmeisterschaften in Amsterdam im Sprint, ein Jahr später wurde er in Montevideo Weltmeister in dieser Disziplin. Im selben Jahr startete Borghetti bei den Olympischen Spielen in Mexiko-Stadt und belegte im Tandemrennen den vierten Rang, gemeinsam mit Walter Gorini. Er war von 1970 bis 1977 Berufsfahrer.
Der „gelernte“ Bahnradsportler Borghetti nahm 1970 am Straßenrennen Mailand–Sanremo teil und belegte Platz 92.